# ВИЧ-инфекция среди МСМ в Армении
Регистрация случаев инфицирования вирусом иммунодефицита человека (ВИЧ-инфекция) в Армении началась в 1988 г. Всего по состоянию на 31 июля 2019 г. в стране было зарегистрировано 3583 случая ВИЧ-инфекции среди граждан Армении, из которых 429 — в течение 2018 года. В общей структуре зарегистрированных случаев преобладают лица мужского пола (69 %). Чуть больше половины (51 %) ВИЧ-инфицированных на момент постановки диагноза относятся к возрастной группе 25-39 лет. Основными путями передачи ВИЧ-инфекции в стране являются гетеросексуальные контакты (72 %) и потребление инъекционных наркотиков (20 %). В 4,4 % случаев отмечается передача ВИЧ-инфекции через гомосексуальные контакты. 

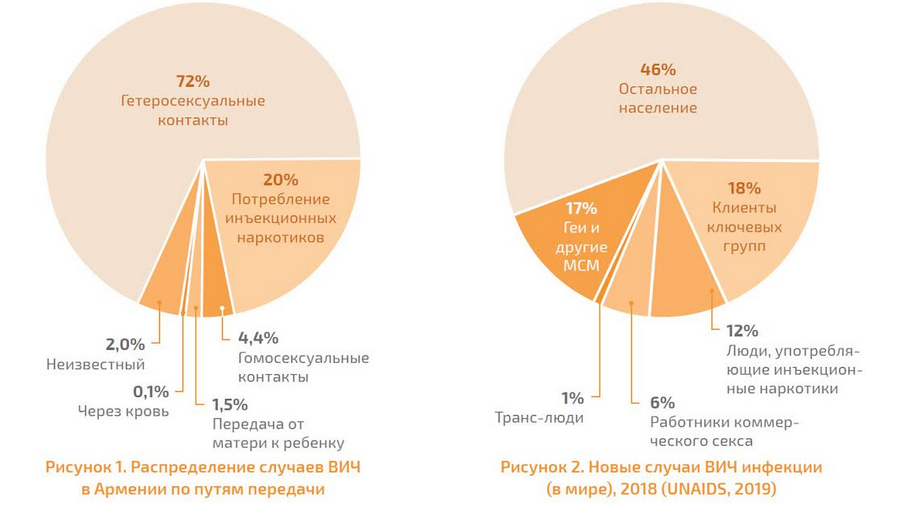
Распространенность ВИЧ-инфекции среди МСМ

В 2017 г. на долю геев и других мужчин, практикующих секс с мужчинами (МСМ), пришлось 18 % новых случаев ВИЧ в мире. В регионе Восточная Европа и Центральная Азия (ВЕЦА) на долю геев и других МСМ пришлось 21 % всех новых случаев ВИЧ в 2017 г.
МСМ остаются одной из ключевых групп (КГ) в странах ВЕЦА с высоким показателем распространённости ВИЧ (Украина — 7,5 %; Грузия (Тбилиси) — 21,5 %; Молдова (Кишинёв) — 9 %; Российская Федерация — 7,1 % в Москве и 22,8 % в Санкт-Петербурге).

## Профилактика ВИЧ среди мужчин, имеющих сексуальные контакты с мужчинами, и транс людей в Армении
Согласно оценке численности 2018 г. в Армении насчитывается 16100 МСМ и 150 транс-людей. Биоповеденческое исследование 2018 г. (IBBS 2018) выявило, что распространённость ВИЧ среди МСМ составляет 1,9 % (в Ереване — 2,7 %), что ниже, чем в других странах региона. Более того, в то время, как во всех странах ВЕЦА распространённость ВИЧ среди МСМ устойчиво растёт, в Армении она относительно стабильна с 2,5 % в 2012 до 1,9 % в 2018. Распространённость ВИЧ среди транс-людей составила 2 %.

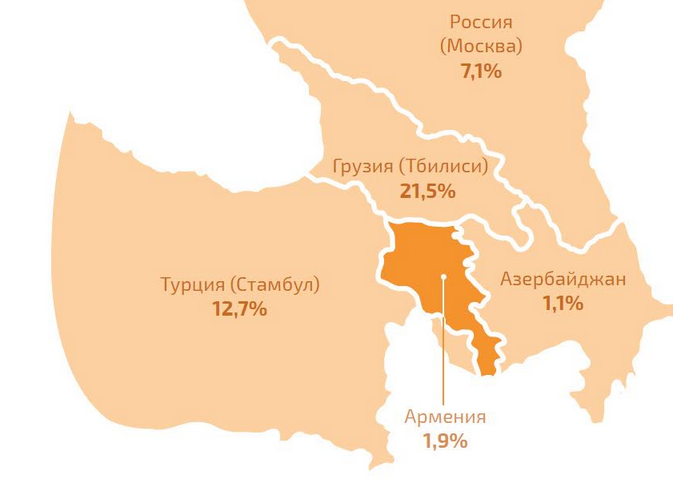
ВИЧ среди МСМ в Армении

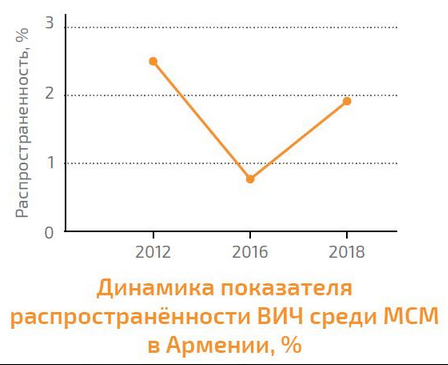
Динамика показателя распространенности ВИЧ среди МСМ в Армении

Рискованное сексуальное поведение довольно распространено среди МСМ в Армении. Согласно данным IBBS 2018, использование презервативов в 2018 году было непостоянным: 25 % в Гюмри (второй по величине город в Армении) и 71 % респондентов в Ереване сообщили, что использовали презерватив во время своего последнего анального проникающего секса с мужчиной. В целом, МСМ имели умеренные (48 %) знания о ВИЧ, примерно половина МСМ не знала о рисках, связанных с ВИЧ-инфекцией. В то же время, 97 % транс людей, участвующих в исследовании, заявили о том, что использовали презерватив во время последнего анального проникающего секса с мужчиной.
Более половины МСМ знали, где можно пройти тестирование на ВИЧ, и когда-либо тестировались на ВИЧ. Около 90 % МСМ в Ереване сообщили о прохождении теста на ВИЧ в течение последних 12 месяцев и знании своего статуса, тогда как в других городах опроса это число значительно ниже (40 % и 57 %).
Высокая стигма и дискриминация среди населения в целом и работников здравоохранения могут может способствовать снижению доступности услуг тестирования для МСМ. Согласно результатам исследования отношения к ЛГБТ среди сотрудников ключевых социальных сервисов пяти стран ВЕЦА степень отчуждённости социальных работников по отношению к ЛГБТ в Армении ниже средней, а медработников — выше средней: только 48 % медработников и 67 % соцработников, опрошенных в Армении, считали, что гомосексуальность приемлема в обществе.
С 2003 года Глобальный фонд для борьбы со СПИДом, туберкулёзом и малярией является основным донором работы по профилактике ВИЧ в Армении. В рамках гранта 2019—2021 гг. профилактические мероприятия среди МСМ проводятся в Ереване, Гюмри и Ванадзоре. Минимальный пакет профилактических услуг включает предоставление информации и презервативов, консультирование и тестирование на ВИЧ.
Дополнительно клиентам программы предоставляются информационные материалы, любриканты и информация о возможности получения до- и пост-контактной профилактики в Республиканском центре по профилактике СПИДа, а также тестирование и лечение инфекций, передающихся половым путём. Расширенный пакет услуг включает юридические консультационные услуги на базе неправительственных организаций. Похожие минимальный и расширенный пакеты услуг предоставляются также транс-людям, включённым в качестве ключевой группы. Услуги эндокринолога находятся в расширенном пакете услуг для транс людей.
Охват МСМ услугами по профилактике ВИЧ в Армении остаётся низким (39 %). Большинство МСМ в IBBS 2018 года сообщили, что не были охвачены мероприятиями по профилактике ВИЧ. Этот вывод подчёркивает необходимость определения приоритетов при разработке и внедрении эффективных интервенций для МСМ.
Низкая готовность МСМ пользоваться ВИЧ-услугами связана с высоким уровнем внутренней гомофобии. Большее принятие своей гомосексуальности связано с более регулярным тестированием на ВИЧ и большим охватом всеми профилактическими услугами.

## Стратегическая информация
Стратегическая информация является основой для планирования и разработки эффективных мер по профилактикие ВИЧ. Надёжные данные имеют ключевое значение для планирования и бюджетирования национальных ответных мер на распространение ВИЧ среди МСМ в стране.
Интегрированные биоповеденческие исследования (IBBS) проводятся в Армении каждые два года (последнее было проведено в Ереване, Гюмри и Ванадзоре в 2018 году). Впервые такое исследование включало и транс людей. Последняя оценка численности МСМ и трансгендерной популяции также была проведена в 2018 году. Для решения ряда проблем предыдущих IBBS, таких как трудности с охватом скрытых групп МСМ, недостаточное вовлечение сообщества ЛГБТ в процесс планирования и реализации опросов, общественные организации были приглашены для проведения полевых работ. Был достигнут консенсус между государственными учреждениями и общественными организациями в отношении результатов исследования. Качество стратегической информации значительно улучшилось в основном за счёт того, что в Армении в IBBS были включены транс люди.
Основные отчёты исследований, в том числе отчёты по IBBS и эпидемиологическому надзору, доступны на армянском и английском языках на сайте Республиканского центра по профилактике СПИДа.

## Роль сообществ в ликвидации эпидемии ВИЧ
Общественные организации являются движущей силой глобального ответа на распространение ВИЧ. По всему миру они возглавляли разработку эффективных программ профилактики ВИЧ, а также разработку и внедрение инновационных подходов в программах для МСМ и транс людей. Расширение охвата услугами, повышение качества обслуживания, мониторинг качества, защита прав человека и борьба со стигмой и дискриминацией требуют значимого участия сообщества.
Ряд организаций МСМ в Армении активно участвуют в национальных мерах по противодействию ВИЧ. По крайней мере одна неправительственная организация оказывает услуги по профилактике ВИЧ среди МСМ в Армении в рамках гранта Глобального фонда. Несколько организаций занимаются вопросами адвокации и защиты прав человека в контексте ЛГБТ. Сообщество транс людей также представлено рядом НПО, работающих в области ответа на эпидемию ВИЧ. Все организации нуждаются в стабильном усилении и развитии организационного потенциала.
В целом, в стране наблюдается повышение уровня участия ЛГБТ-сообщества в процессы принятия решений в отношении вопросов ВИЧ-инфекции. ЛГБТ-сообщество в Армении все активнее вовлекается в процесс планирования, проведения, анализа и интерпретации опросов благодаря улучшению диалога с государственными учреждениями и структурами. Тем не менее, для полноценного участия сообществ на всех этапах стратегических исследований в области ВИЧ, необходимо непрерывное укрепление аналитического и исследовательского потенциала сообществ.
МСМ и транс люди в Армении не включены в страновой координационный механизм страны, который является основным органом, координирующим работу по противодействию ВИЧ в Армении. Благодаря совместной инициативе МСМ, других КГ и организаций гражданского общества в стране при технической поддержке Евразийской коалиции по мужскому здоровью и Глобального фонда по борьбе со СПИДом, туберкулёзом и малярией заинтересованными сторонами в стране был разработан План значимого вовлечения сообществ. Участие сообществ в процессах принятия решений по ВИЧ является ключевым моментом для перехода страны от внешнего к государственному финансированию.